# NGC 286
NGC 286 je galaksija u zviježđu Kit.

## Vanjske poveznice
- SEDS: NGC 286